# Ernst Siegfried Köpke
Ernst Siegfried Köpke (* 8. Dezember 1813 in Berlin; † 19. März 1883) war ein deutscher Gymnasiallehrer und Altphilologe.

## Herkunft
Ernst Köpkes Eltern waren der Pädagoge und Philologe Gustav Köpke (1773–1837) und dessen Ehefrau Henriette, geborene Rohleder († 1835). Seine Schwester Emilie Antigone (1803–1871) war mit Leopold von Caprivi (1797–1865) verheiratet.

## Leben
Er besuchte das von seinem Vater geleitete Gymnasium zum Grauen Kloster, an dem er als „Primus Omnium“ das Abitur erlangte. An den Universitäten Bonn und Berlin studierte er Philologie. 1833 wurde er Mitglied des Corps Borussia Bonn. Er promovierte 1836 mit der Dissertation De Ionis Chii poetea vita etc fragmentis zum Dr. phil., danach wurde 1837 zunächst Hilfslehrer am Grauen Kloster, aber 1838 Professor am Friedrichswerderschen Gymnasium, dort blieb er 15 Jahre. Von 1850 bis 1853 war er Lehrer der Prinzessinnen Anna und Luise, der Töchter des Carl von Preußen.
Am 21. Oktober 1856 wurde er zum Direktor der Ritterakademie in Dom Brandenburg berufen. Köpke verfasste zahlreiche Publikationen meist zu philologischen Themen. Er war Domherr des evangelischen Domstifts zu Brandenburg an der Havel.

## Familie
Köpke heiratete Ida Bernheim (1816–1875). Das Paar hatte mehrere Kinder, darunter:
- Martin (1845–1918), preußischer General der Infanterie ⚭ Margarete Auguste Gerlich (1853–1897)
- Reinhold (1839–1915)

## Schriften
- Die homerische Formenlehre. 1841.
- De hypomnematis Graecis. 1842.
- Quid et qua ratione jam Graeci ad literarum historiam condendam elaboraverint. 1845.
- Charlotte von Kalb und ihre Beziehungen zu Schiller und Göthe. 1852.
- De Chamaeleontis Heracleotae vita librorumque reliquiis. 1856.
- Oratio pro Plancio, 1856; Ciceros Rede für Cn. Plancius. 1873.
- Ueber die Gattung der απομνημονεύματα in der griechischen Litteratur. 1857.
- Der erste Dienst der Jugend – Rede am Allerhöchsten Geburtsfest Seiner Majestät des Königs in der Aula der Ritter-Akademie zu Brandenburg a.H. 1857.
- Studien zu Lessings Nathan. 1865.
- Ueber Märchenpoesie. 1865.
- Ciceros Rede für Cn. Plancius : für den Schulgebrauch. 1873 Digitalisat
- Johannes von Hildesheim. 1878.
- Mittheilungen aus den Handschriften der Ritter-Akademie zu Brandenburg a.H. Band 1 1878, Band 2 1879, Band 3 1882.
- Ein Kompendium de processu et ordine iudicii. 1882.
- Einige Lesarten zu Schiller’s Piccolomini und Wallenstein’s Tod.